# Calasparra
Calasparra è un comune spagnolo di 10 759 abitanti situato nella comunità autonoma di Murcia.

## Altri progetti

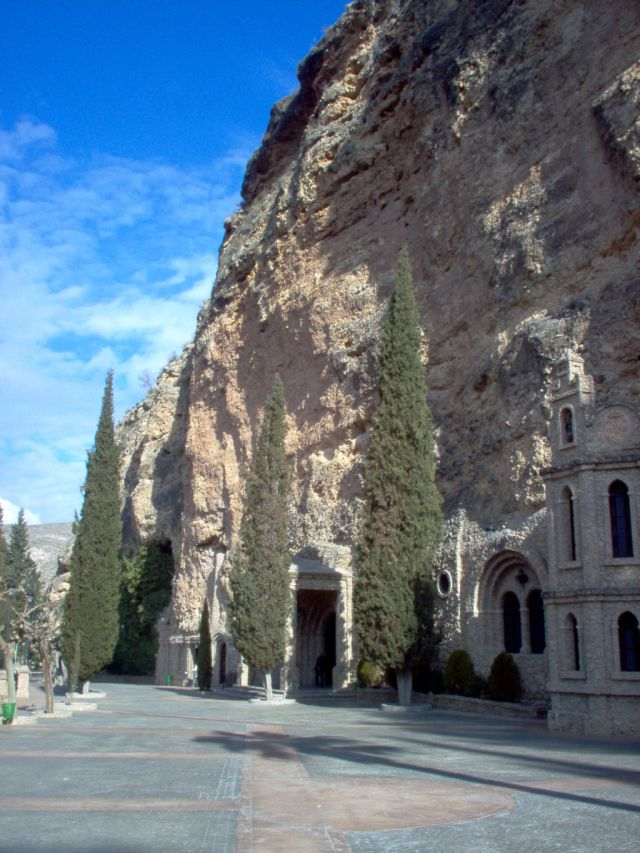
Santuario de la Virgen de la Esperanza